# 레닌그라드 동물원

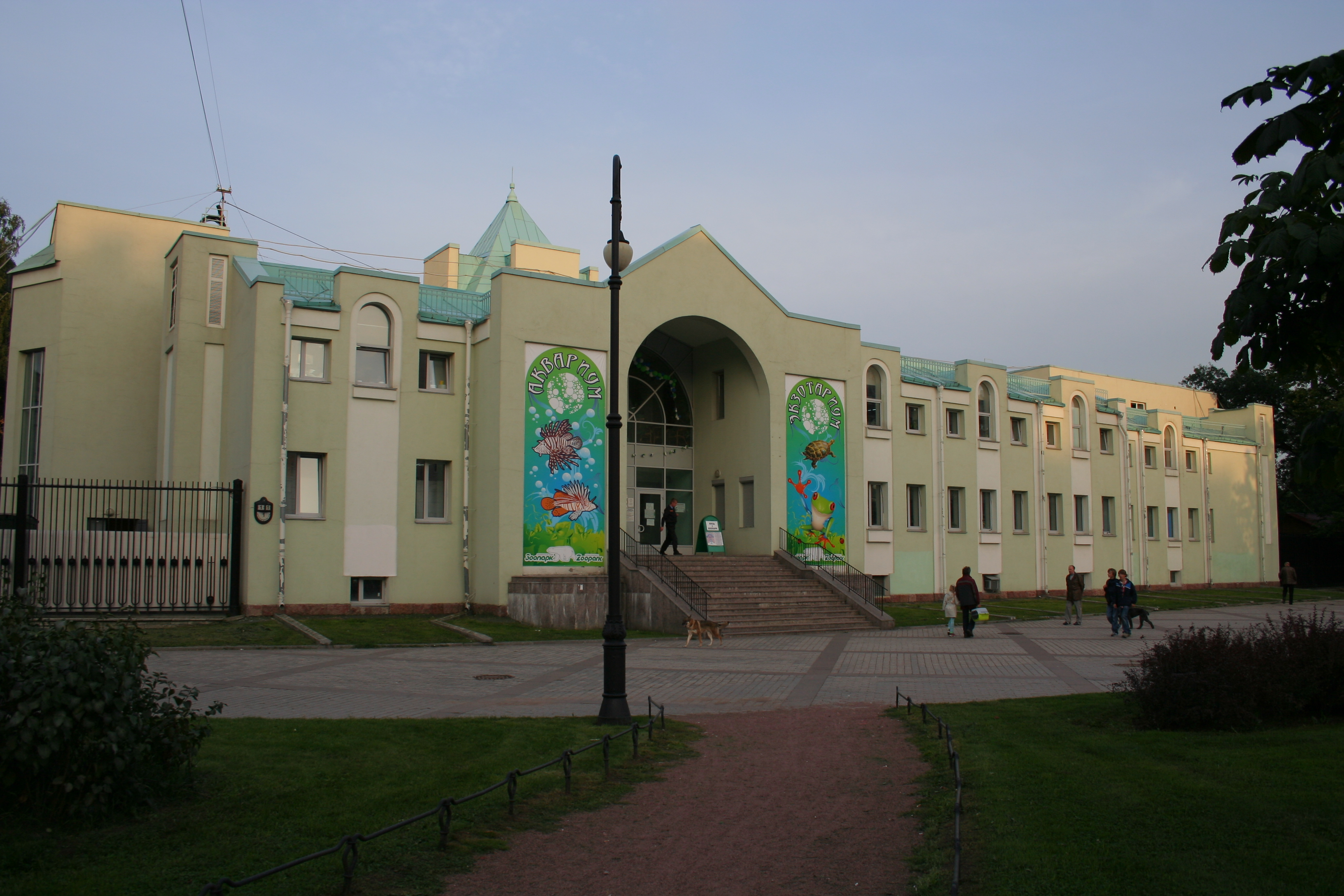

레닌그라드 동물원(러시아어: Ленингра́дский зоопа́рк, 가끔 상트페테르부르크 동물원(러시아어: Санкт-Петербу́ргский зоопа́рк)이라고도 불림)은 상트페테르부르크 페트로그라츠카야 의 알렉산드르 공원에 위치해 있다. 1865년에 소피아 게르하르트와 율리우스 게르하르트가 이 동물원을 건설했다. 레닌그라드 동물원은 러시아에서 두 번째로 큰 동물원이다.